# 札幌市立東山小学校
札幌市立東山小学校（さっぽろしりつ ひがしやましょうがっこう）は、北海道札幌市豊平区平岸4条11丁目にある市立小学校。
校木はナナカマドであり、校庭に植樹されている。
札幌市教育委員会の事業である「札幌市学校図書館地域開放事業」の指定校となっている。

## 沿革
- 1968年9月1日 - 開校事務取扱発令。
- 1968年12月24日 - 札幌市立美園小学校・札幌市立平岸小学校より分割し、札幌市立東山小学校開校。
- 1973年11月 - 校木の植樹。
- 1978年3月 - 札幌市立みどり小学校開校に伴い、一部児童が移籍。
- 1979年12月 - 給食室の給湯に、ソーラーシステム（太陽熱を利用した給湯設備）を実験的に取り入れた。
- 1987年8月 - 校舎の暖房がコークスストーブから、ガス温風暖房に変更。
- 1990年4月 - 通学区の変更に伴い、一部児童が美園小学校へ転籍。
- 2003年2月 - 体育館が建替えられる。

## 通学区域
- 平岸4条8丁目～13丁目
- 平岸5条8丁目～13丁目
- 平岸6条9丁目～13丁目
- 平岸7条12丁目～13丁目
- 平岸8条12丁目～13丁目
- 美園12条8丁目
- なお、上記区域のうち、平岸7条12丁目～13丁目・平岸8条12丁目～13丁目・美園12条8丁目は南月寒小学校と選択できる指定変更区域となる。

## 学校周辺
- 札幌愛隣舘東山保育園
- 東山公園
- 北海道道89号札幌環状線
- 札幌市営地下鉄南北線 - 本校付近で地下から地上に出る。
- 学校周辺ではないが、本校学区内には、水曜どうでしょうのロケで有名になった平岸高台公園（平岸4条13丁目）があるほか、2018年9月16日までは、平岸4条13丁目10番地に北海道テレビ放送の本社があった。

## アクセス
- 北海道中央バス「白30」系統（地下鉄白石駅～平岸駅）で、「平岸3条9丁目」バス停下車後、徒歩約235m・約4分。
- 札幌市営地下鉄南北線南平岸駅（東出口）から、徒歩約440m・約7分。